# Peyrignac
Peyrignac é uma comuna francesa na região administrativa da Nova Aquitânia, no departamento Dordonha. Estende-se por uma área de 6,31 km². Em 2010 a comuna tinha 584 habitantes (densidade: 92,6 hab./km²).